# 1647
| 1647               |
| ------------------ |
| Dødsfald - Fødsler |
|                    |

| Gregoriansk kalender | 1647 MDCXLVII           |
| Ab urbe condita      | 2400                    |
| Armensk kalender     | 1096 ԹՎ ՌՂԶ             |
| Kinesiske kalender   | 4343 – 4344 丙戌 – 丁亥 |
| Etiopisk kalender    | 1639 – 1640             |
| Jødisk kalender      | 5407 – 5408             |
| Hindukalendere       |                         |
| - Vikram Samvat      | 1702 – 1703             |
| - Shaka Samvat       | 1569 – 1570             |
| - Kali Yuga          | 4748 – 4749             |
| Iransk kalender      | 1025 – 1026             |
| Islamisk kalender    | 1057 – 1058             |

Konge i Danmark: Christian 4. – 1588-1648
Se også 1647 (tal)

## Begivenheder
- Sekten, der senere fik tilnavnet "Quakers" (Kvækerne), stiftes.
- 19 februar – Storbritannien og Nederlandene afslutter Den tredje engelsk-hollandske krig ved underskrift af Westminster traktaten, hvorved de nederlandske besiddelser i det nordøstlige del af Nordamerika (Ny Nederland overdrages til England og Nederlandenes krav efter Breda-traktakten blev anerkendt, hvilket gav kontrollen med bl.a. Surinam.

## Født
- 2. april - Maria Sibylla Merian, tysk-hollandsk botaniker, entomolog og billedkunstner (død 1717).

## Dødsfald
- 2. juni – Christian, udvalgt prins af Danmark og næstældste søn af Christian 4. (født 1603).
- 8. oktober – Den danske astronom Longomontanus dør. Han var elev af Tycho Brahe, og den første professor i astronomi ved Københavns Universitet.
- Ukendt dato Charles Butler, engelsk biavler